# Néo Keramídi
Néo Keramídi är en ort i Grekland.   Den ligger i prefekturen Nomós Pierías och regionen Mellersta Makedonien, i den norra delen av landet, 280 km norr om huvudstaden Aten. Néo Keramídi ligger 62 meter över havet och antalet invånare är 359.
Terrängen runt Néo Keramídi är platt åt sydost, men åt nordväst är den kuperad.  Närmaste större samhälle är Kateríni, 4,1 km öster om Néo Keramídi. Trakten runt Néo Keramídi består till största delen av jordbruksmark.